# ماهیت حقوقی قراردادهای رحم جایگزین
ناباروری یکی از مشکلات خانواده‌ها در سراسر دنیا است. یک راه حل برای این معضل استفاده از رحم جایگزین است. امروزه در اثر پیشرفت علم طب، حرف پزشکی و وابسته در امر تولید مثل، شیوه‌های متعددی را ایجاد و با استمداد از این طرق، اقدام به تولید مثل از طریق آزمایشگاه نموده‌اند. مع الوصف، علی‌رغم این پیشرفت هنوز طب تولید مثل قادر نیست برای رشد جنین محیط مناسب‌تری از رحم در نظر بگیرد و به همین دلیل یکی از دستاوردهای مهم در زمینه روش‌های کمک باروری، استفاده از رحم جایگزین است. این روش یکی از روش‌های کمک باروری در تولید مثل با روش IVF  است. استفاده از این روش محدود به زنان فاقد رحم نیست و در موارد متعددی کاربرد دارد.  ابهام در ماهیت قرارداد رحم جایگزین یکی از موانع اجرای این قرارداد است، در نتیجه تشخیص ماهیت این قرارداد دارای اهمیت زاید الوصفی است.

## قراردادهای رحم جایگزین از دیدگاه حقوقی
قرارداد رحم جایگزین، تحت عناوین مختلفی از قبیل قرارداد رحم جایگزین، قرارداد مادر جانشین، قرارداد اجاره رحم، بارداری قراردادی و... مصطلح شده است که به نظر می‌رسد عنوان قرارداد رحم جایگزین بهتر باشد. تاکنون نسبت به جانشینی در بارداری از سوی مقنن ایرانی قانونی که اختصاصاً به این موضوع پرداخته باشد و چگونگی آن‌را تبیین و تبویب کرده باشد، به منصه ظهور نرسیده است. با عنایت به مباحث مطرح شده و اهمیت موضوع، شایسته است مقنن با وضع قوانینی این قرارداد را به یک نهاد حقوقی با مقررات و شرایط جامع و منطبق با مقتضیات جامعه و عدالت بدل نماید. از لحاظ ماهیت، این قرارداد در قالب عقود معین مثل اجاره و عاریه توجیه پذیر نیست و بر اساس م.۱۰ ق. م می‌تواند مقبول واقع شود، اما مشخص است که تمام آثار قرارداد بر اساس اراده طرفین نمی‌تواند معین شود و بعضی از آثار قهری بر آن مترتب خواهد شد. مهم‌ترین این آثار قرابت و نسب حاصل از قرارداد است که به صورت قهری و غیرارادی حاصل می‌شود. مضافاً این‌که این قرارداد بایستی علاوه بر شرایط عمومی قراردادها واجد شرایط خاصی باشد. نهایتاً این‌که اعتقاد به این امر که ماهیت قرارداد رحم جایگزین نوعی قرارداد خصوصی است، به معنای عدم استفاده از عقد صلح برای جانشینی در بارداری نیست.